# Veronica Guerin

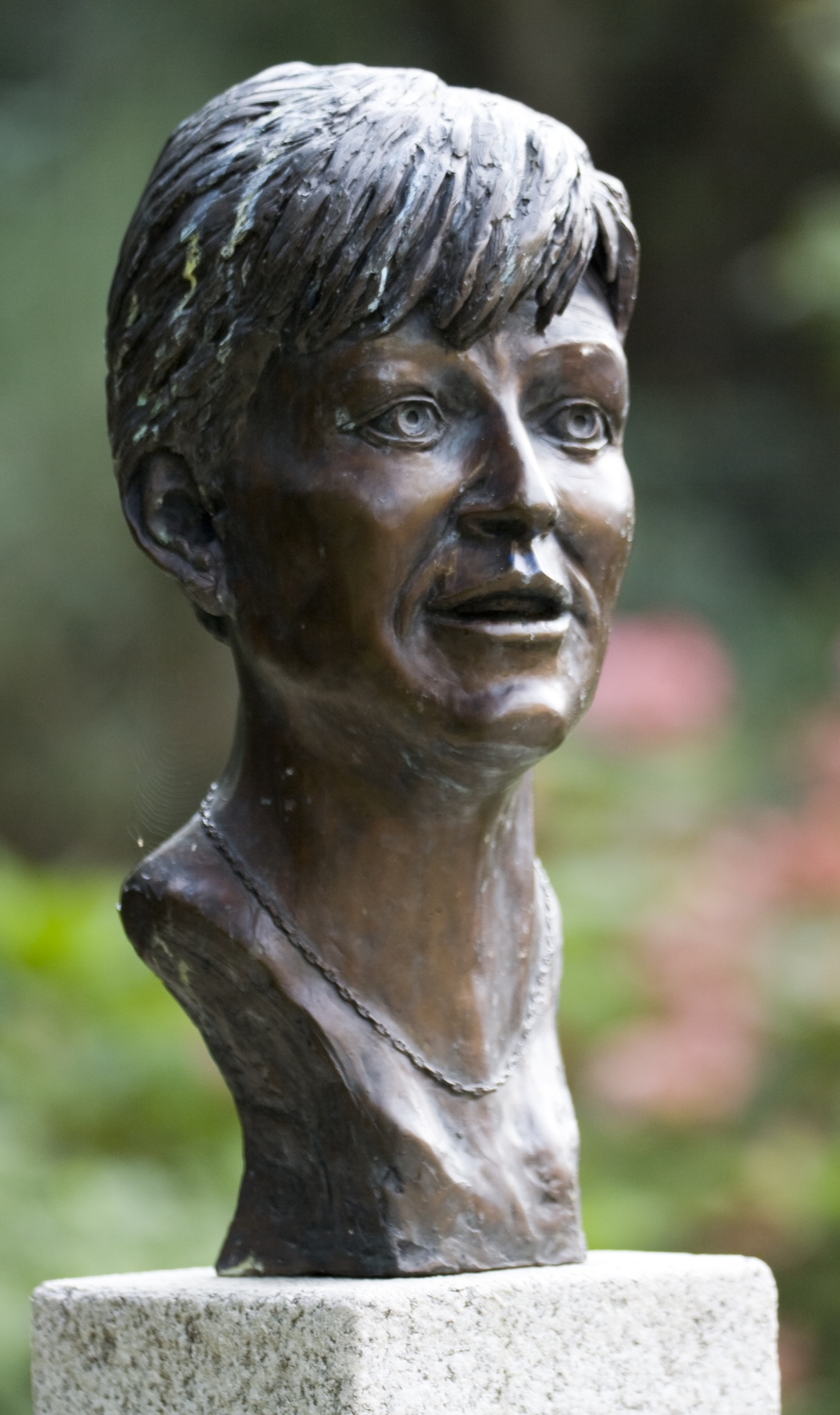
Veronica Guerin

Veronica Guerin (5 juli 1958 - 26 juni 1996) was een Iers journalist die door Ierse drugsdealers is vermoord. 

## Carrière
Voordat ze aan het werk ging bij de kranten de Sunday Business Post en de Sunday Tribune studeerde Guerin boekhouden en politiek onderzoek en had ze haar eigen pr-bureau opgericht. In 1994 begon ze voor de Sunday Independent te schrijven over Ierse criminelen, en ze gebruikte bijnamen voor de figuren om zo onder de Ierse wetgeving rondom laster uit te komen. Toen ze over drugsbaronnen begon te schrijven ontving ze verschillende doodsbedreigingen.
Op 30 januari 1995 werd ze thuis in haar been geschoten (sommige tegenstanders beweerden dat zij dit zelf had gedaan als publiciteitsstunt). Ze ging echter verder met haar onderzoek. De krant installeerde een beveiligingssysteem om haar te bewaken. Op 13 september 1995 werd ze aangevallen door berecht crimineel John Gilligan toen ze hem probeerde te interviewen. Later belde hij haar thuis en dreigde haar zoon te kidnappen en te verkrachten als ze ook maar iets over hem schreef. De Garda Síochána, de Ierse politie, beveiligde haar tegen haar zin 24 uur per dag.

## Overlijden
Op 26 juni 1996 werd Guerin in haar auto, terwijl ze op een kruispunt vlak buiten Dublin wachtte, vijf maal door een bijrijder op een motorfiets beschoten. 
De moord deed veel stof opwaaien, en premier John Bruton noemde het een "aanval op de democratie". Het onderzoek dat volgde leidde tot meer dan 150 arrestaties en een jacht op georganiseerde misdaadbendes. Er woedde ook een discussie of de krant waarvoor ze werkte mede schuldig was aan haar moord, aangezien deze haar nooit verboden had het gevaarlijke onderzoek voort te zetten.
In november 1998 werd drugsdealer Paul Ward uit Dublin schuldig bevonden voor medeplichtigheid aan moord en kreeg levenslang. Hij had het pistool en de motor verborgen. Deze uitkomst werd in hoger beroep teruggedraaid, alhoewel hij in de gevangenis bleef met een lange straf voor zijn rol in een gevangenisrel. 
Brian Meehan werd veroordeeld voor de moord op Guerin, en kreeg levenslang. John Gilligan werd op 3 februari 2000 door Engeland uitgeleverd. Hij werd berecht en vrijgesproken voor de moord op Guerin, maar werd veroordeeld voor het importeren van cannabis en kreeg een gevangenisstraf van 28 jaar. Dit werd in een hoger beroep verminderd naar 20 jaar.

## Wetgeving
Na haar moord realiseerde het Ierse parlement het potentieel van de belastingregels als een manier om criminelen te straffen. De Proceeds of Crime Act 1996 (Opbrengsten uit Misdaad) en de Criminal Assets Bureau Act 1996 (Bezit uit misdaad) werden wet. Deze wetten zorgden ervoor dat bezittingen die met geld uit misdaad waren gekocht, door de overheid konden worden opgeëist. Dit leidde ook tot de vorming van het Criminal Assets Bureau (CAB).

## Films en liederen
Er zijn twee films gebaseerd op haar verhaal: When the Sky Falls (2000) met Joan Allen als Sinead Hamilton, en Veronica Guerin (2003) met Cate Blanchett. De Amerikaanse progressive metal band Savatage bracht op zijn album The Wake of Magellan (1997) een lied over Guerin uit, getiteld Complaint in the System (Veronica Guerin). De Ierse folkmuzikant Christy Moore schreef ter ere van haar het lied Veronica. Ook Eleanor McEvoy heeft een nummer over Guerin geschreven, getiteld “Easy to Lose Hope”, dat op het album "Snapshots" verscheen.

## Onderscheiding
In 1995 won Guerin de Internationale Persvrijheidsprijs van de Committee to Protect Journalists.